# Kasey Chambers
Kasey Chambers (nacida el 4 de junio de 1976) es una cantante australiana muy popular que mezcla country, folk y rock and roll.

## Dead Ringer Band - Comienzo de su carrera
En 1986, la familia forma Dead Ringer Band con Bill y Diane como los miembros iniciales. Kasey y Nash se unirán un año después. Para 1992, la banda se había profesionalizado a tiempo completo. Bill Chambers escribió muchas de las canciones. Con la canción "Things Just Aren't the Same on the Land" de 1992 ganó el premio "Canción del Año" en el Country Music Awards. El nombre de su primer álbum fue Red Desert Sky. 
Antes del nacimiento de su segundo álbum, Home Fires de 1995, firmaron con la discográfica EMI. En este segundo trabajo contenía el sencillo "Australian Song", que encabezó las listas de música country Australia y ganó un premio de Australian ARIA de country del año en 1996. La banda ganó el Golden Guitar en la Tamworth Country Music Festival "Banda del Año" en 1995 y la Mo Award de mejor grupo de música country, un año más tarde. 
Los dos últimos discos de la banda son Living in the Circle en 1997 y Hopeville en 1998. Este mismo año se separan como consecuencia del divorcio de Bill y Diane Chambers.

## Éxito en solitario
Kasey grabó su álbum en solitario The Captain en la Isla Norfolk en unas pocas semanas a finales de 1998 con Nash Chambers produciendo el álbum y Bill Chambers a la guitarra. Los músicos norteamericanos Buddy Miller y Julie Miller colaboraron con las guitarras y voces a cuatro canciones. The Captain salió en 1999 en Australia y en 2000 en los EE. UU. Kasey ganó el ARIA Award 1999 como "Mejor Álbum Country" y un año más tarde ganaría "Mejor Artista Femenina". The Captain va doble platino en Australia y finalmente llegó al top 50 del Billboard de álbumes country en 2001 con la gira por los EE. UU. con Lucinda Williams. Kasey logró mucha más publicidad al ser incluida la canción The Captain en la banda sonora original de la serie Los Soprano. 
El segundo álbum Barricades & Brickwalls fue puesto a la venta a finales de 2001 debutando en el 4º puesto de las listas. El disco realmente despegó a principios de 2002 con el sencillo Not Pretty Enough, logrando el primer puesto. Kasey se convirtió en el primer y único artista australiano country que tuvo en el 1 de las listas simultáneamente un sencillo y un álbum. 
La canción True Colours se convirtió en el tema de la Copa del Mundo de Rugby de 2003 y alcanzó el top 5 en Australia en mayo del mismo año. 
Su tercer álbum en solitario Wayward Angel salió en Australia el 31 de mayo de 2004. Fue platino en su primera semana de lanzamiento. Destacan los sencillos "Hollywood", "Pony" y "Saturated". "Pony" sigue siendo solicitado en casi todos sus conciertos. 
El cuarto álbum, Carnival, debutó en la primera posición a finales de agosto de 2006. El sencillo, "Nothing at All" también llegó a estar entre las diez primeras canciones de las listas.

## Vida personal
El 22 de mayo de 2002, Kasey y su entonces compañero actor-director Cori Hopper tuvieron su primer bebé Talon Jordi pesando 6 libras 6 onzas. Se trasladaron a vivir a la costa central de Nueva Gales del Sur. 
Kasey Chambers, a finales de 2005, se casó con el cantante-compositor australiano Shane Nicholson. Ella dio a luz, a las 10:30 de la mañana del 16 de julio de 2007, a su segundo hijo, Arlo Ray, en un parto de emergencia debido a su enorme tamaño de 9 libras 10 onzas

## Discografía
| Año  | Título                                                                                | Posición en listas | Posición en listas | Posición en listas | Ventas y premios |
| Año  | Título                                                                                | AUS                | U.S. Country       | U.S.               | Ventas y premios |
| ---- | ------------------------------------------------------------------------------------- | ------------------ | ------------------ | ------------------ | --- |
| 1999 | The Captain - Primer álbum en solitario - Grabado: 1999                               | 11                 | 49                 | —                  | - ARIA certification: 2× platinum (140,000+) - 41st highest selling album in Australia for 2000. |
| 2001 | Barricades & Brickwalls - Segundo álbum de estudio - Grabado: 3 de septiembre de 2001 | 1                  | 13                 | 104                | - ARIA certification: 7× platinum (490,000+) - 52nd highest selling album in Australia for 2001. - 3rd highest selling album in Australia for 2002. - 39th highest selling album in Australia for 2003. |
| 2004 | Wayward Angel - Tercer álbum de estudio - Grabado: 31 de mayo de 2004                 | 1                  | 31                 | —                  | - ARIA certification: 3× platinum (210,000+) - 20th highest selling album in Australia for 2004. - 82nd highest selling album in Australia for 2005.                                                    |
| 2006 | Carnival - Cuarto álbum de estudio - Grabado: 19 de agosto de 2006                    | 1                  | —                  | —                  | - ARIA certification: Platinum (70,000+) - 51st highest selling album in Australia for 2006. |
| 2008 | Rattlin' Bones - Colaboración con Shane Nicholson - Grabado: 19 de abril de 2008      | 1                  | —                  | —                  | - ARIA certification: Gold (35,000+) |

"—" denotes albums that were released but did not chart.